# Restaurant
Restaurant é uma revista britânica voltada para chefs, proprietários de restaurantes e outros profissionais de refeições. O portfólio da Restaurant inclui a uma lista anual dos 50 melhores restaurantes do mundo.